# Россел
Россел (англ. Rossel Island) или Йела (англ. Yela) — самый восточный остров архипелага Луизиада. В административном отношении является частью провинции Милн-Бей, Папуа — Новая Гвинея.
Остров — гористый, составляет примерно 34 км с запада на восток и 11 км с севера на юг. Площадь острова — 262,5 км², что делает его вторым по величине островом архипелага после острова Ванатинаи. Горные хребты формируют короткие узкие гребни с редкими пиками. Побережья либо представлены манграми с редкими песчаными пляжами, либо заняты джунглями. Между северной оконечностью острова и мысом Деливеранс имеется несколько лесистых долин. Южное побережье представлено многочисленными заливами; крутые холмы спускаются к побережью от более высокого горного хребта. Самая высокая точка острова — гора Россел, расположена вблизи его восточной оконечности и составляет 838 м над уровнем моря.
Коралловый риф, окаймляющий остров, образует крупную лагуну Россел на западе и ещё небольшую лагуну на востоке. Лагуна Россел простирается примерно на 40 км от северо-западной оконечности острова до прохода Россел на западной оконечности рифа. Риф, окружающий данную лагуну — узкий, имеет 4 прохода. Риф вдоль южного побережья — цельный, он не имеет проходов к востоку от прохода Россел. Средние глубины лагуны составляют 37-64 м, однако имеется несколько мелей.
Население острова Россел по данным на 2000 год составляет 3821 человек. Главная деревня находится на восточном побережье. Население говорит на языке йеле, который является изолятом.